# Monastère de Banja
Le monastère de Banja (en serbe cyrillique : Манастир Бања ; en serbe latin : Manastir Banja) est un monastère orthodoxe serbe situé sur le territoire du village de Banja, dans le district de Zlatibor et dans la municipalité de Priboj en Serbie. Il est inscrit sur la liste des monuments culturels d'importance exceptionnelle de la République de Serbie (identifiant no SK 167),.

## Historique
La date exacte de la fondation de Banja n'est pas connue ; en revanche, le monastère est mentionné pour la première fois dans le Typikon de Studenica, écrit en 1208 par saint Sava et les moines du monastère de Studenica ; ce document atteste que Banja participe à l'élection de l'higoumène de Studenica.

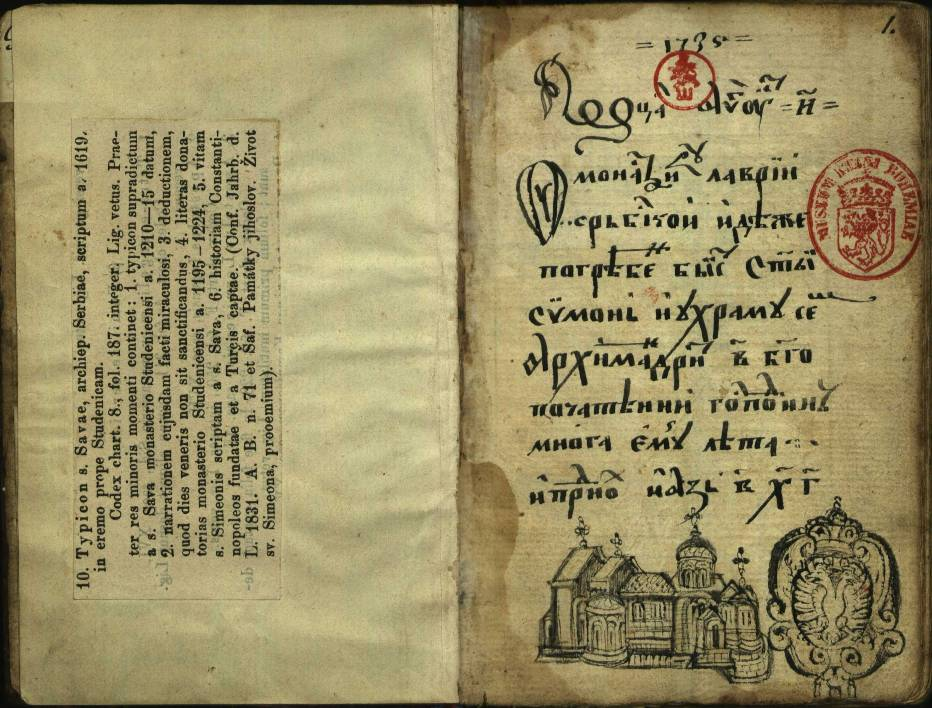
Le Typikon de Studenica

L'église actuelle, dédiée à saint Nicolas, a été construite par le roi Stefan Dečanski en 1329, sur le site d'un lieu de culte plus ancien. Endommagé pendant la conquête turque, le monastère a été restauré vers 1570, à l'époque du patriarche Makarije Sokolović, qui était sans doute le cousin du grand vizir ottoman Mehmed pacha Sokolović et qui a été canonisé.

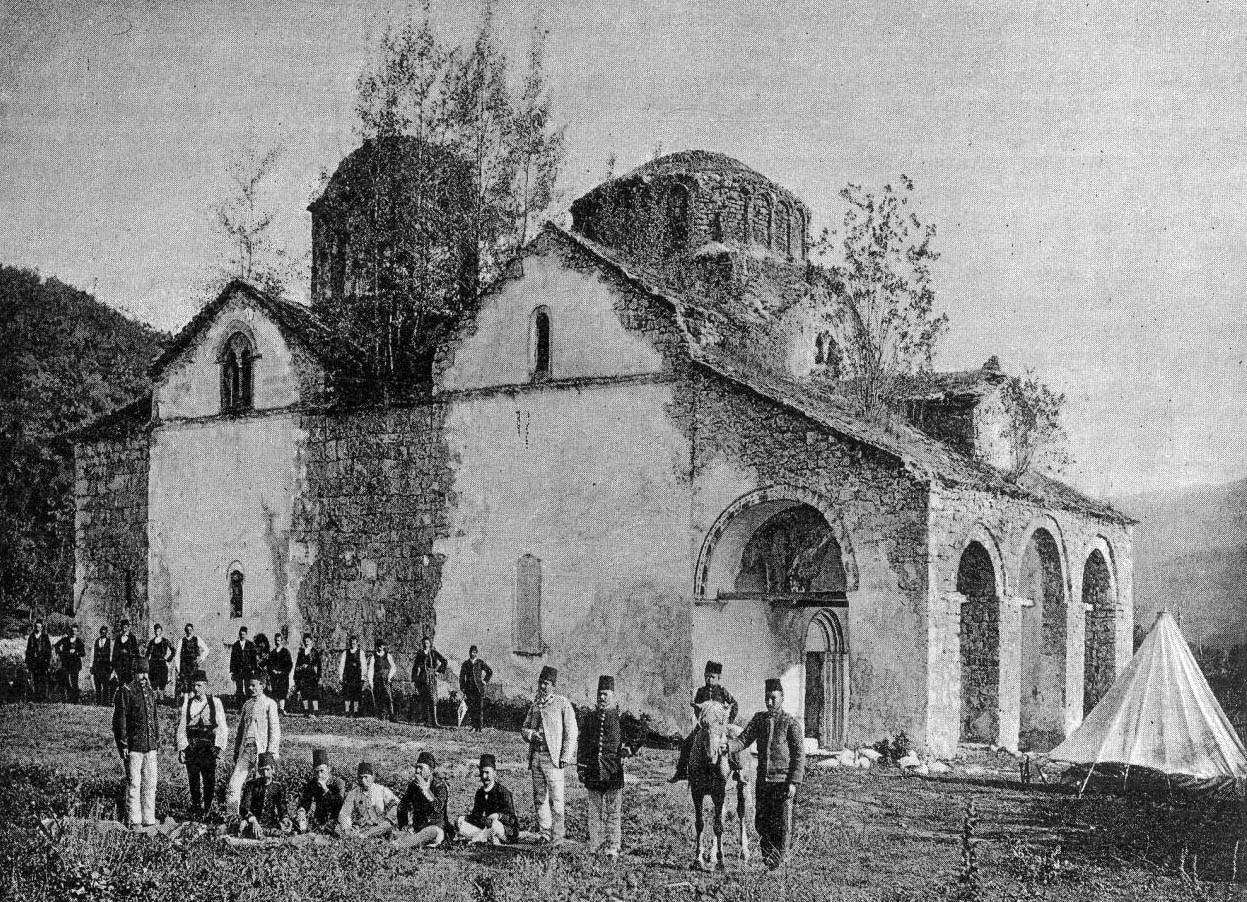
L'église du monastère en 1899

Le monastère a encore été restauré en 1905 et en 1974. On y a alors découvert l'un des trésors les plus riches de la péninsule des Balkans,.
En plus de la grande église Saint-Nicolas, l'ensemble monastère abrite notamment la chapelle de la Dormition de la Mère de Dieu et les fondations de l'église Saint-Élie.

## Église Saint-Nicolas
L'église Saint-Nicolas s'inscrit dans un plan cruciforme. Elle est dotée d'une abside demi-circulaire à l'intérieur et polygonale à l'extérieur ; à l'ouest, la zone de la nef est précédée d'un narthex et d'un porche. La nef elle-même est dominée par deux dômes qui ont pris leur apparence actuelle lors de la restauration du début du XXe siècle.

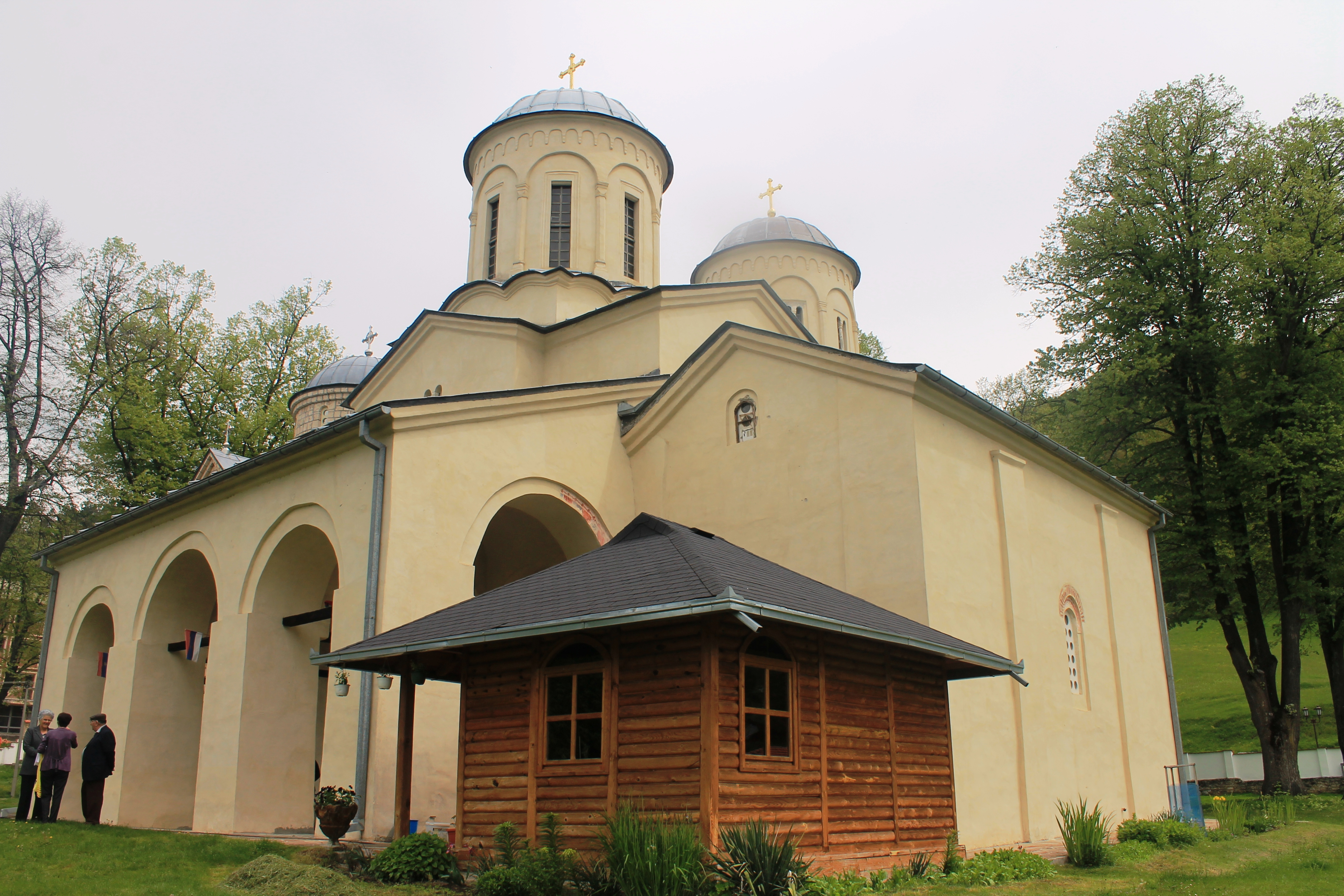
Vue de l'église Saint-Nicolas, avec le porche
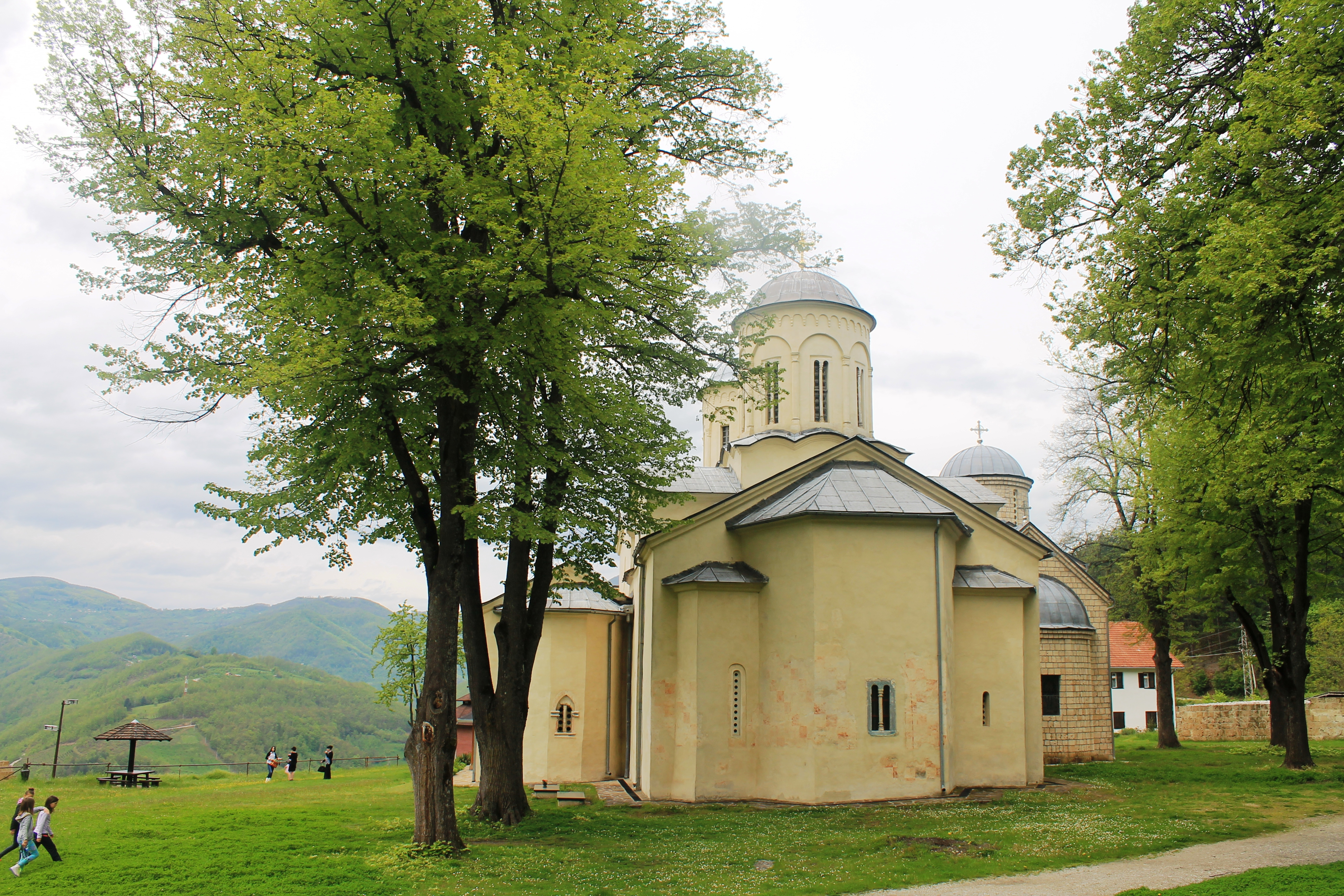
Autre vue de l'église Saint-Nicolas, avec le chevet
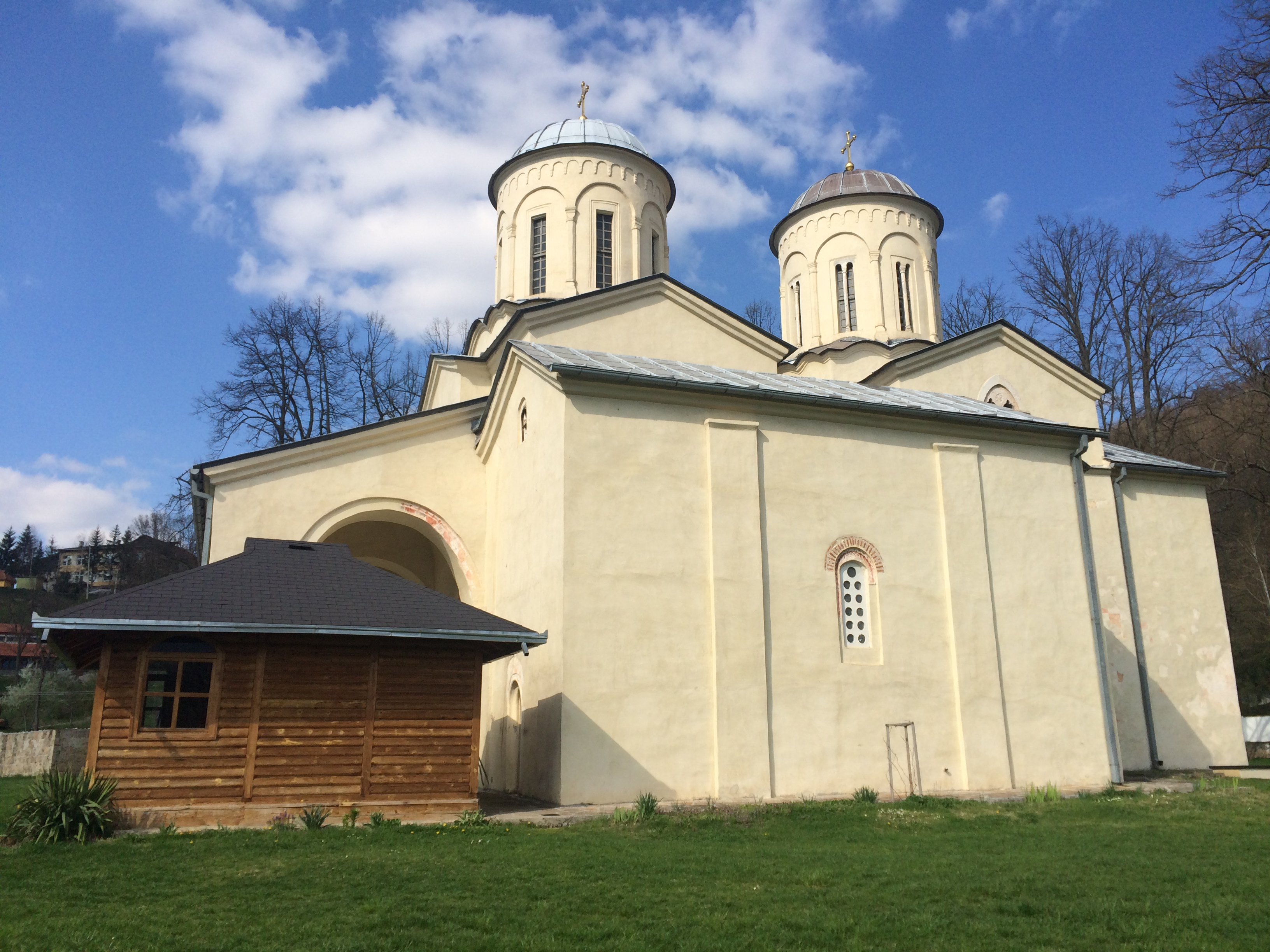
Autre vue de l'église Saint-Nicolas, avec les dômes

La zone de l'autel et celle de la nef sont ornées de fresques dont les plus anciennes remontent au XIVe siècle et les plus récentes au XVIe siècle. Les peintures du narthex et celles, fragmentaires, de la façade occidentale, datent également de cette dernière époque.

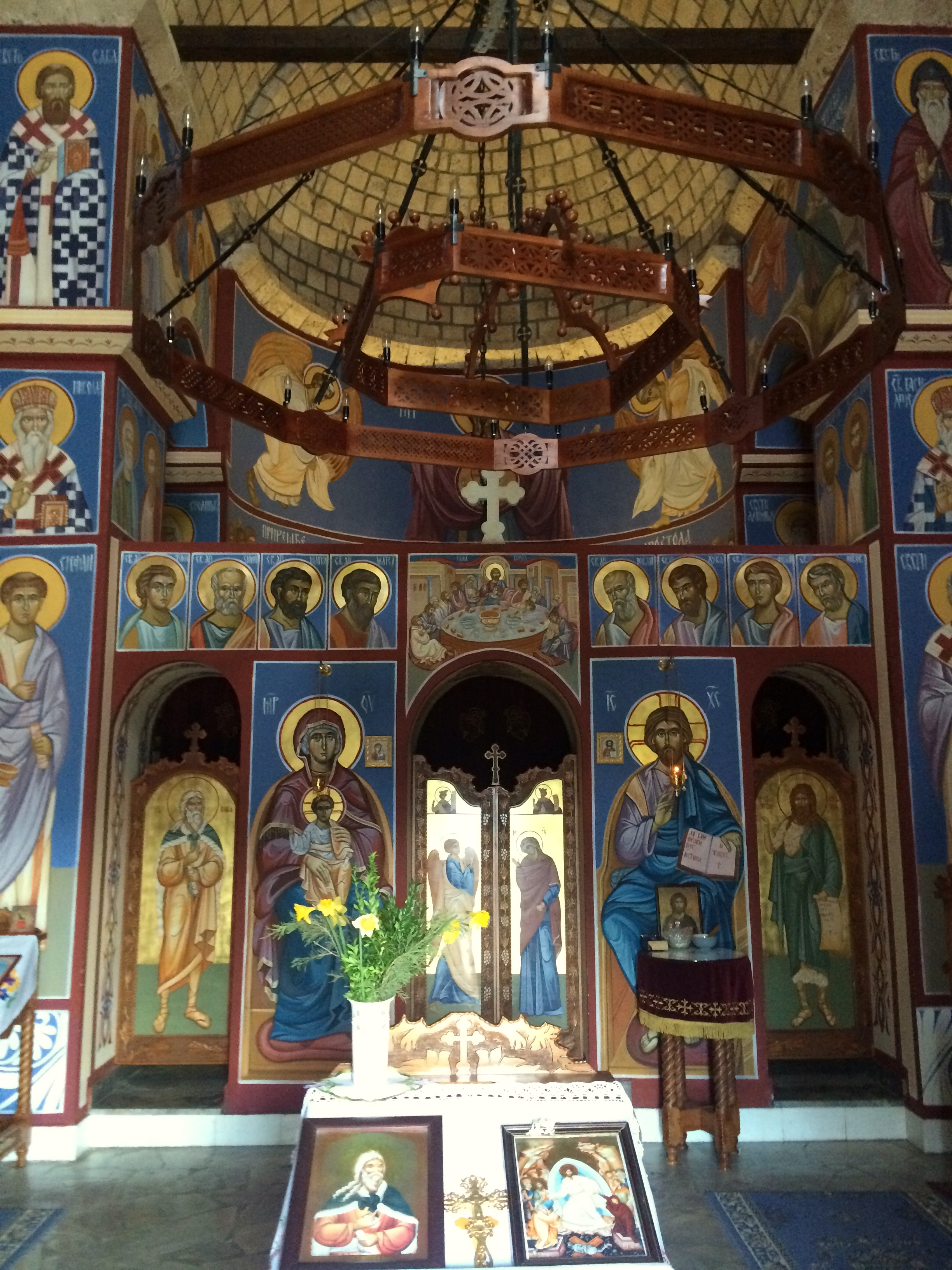
L'iconostase de l'église Saint-Nicolas.
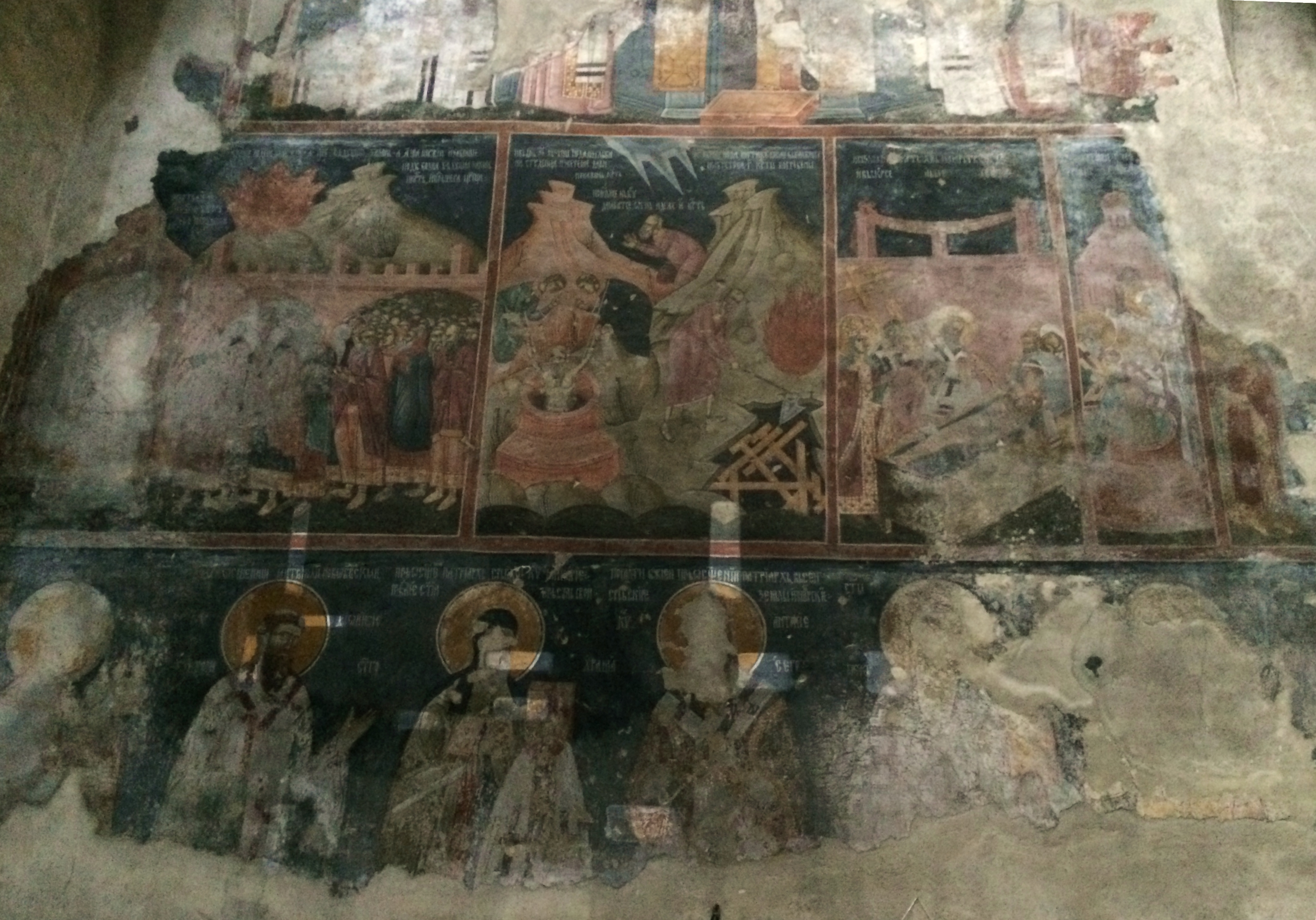
Fresque du XIVe siècle.
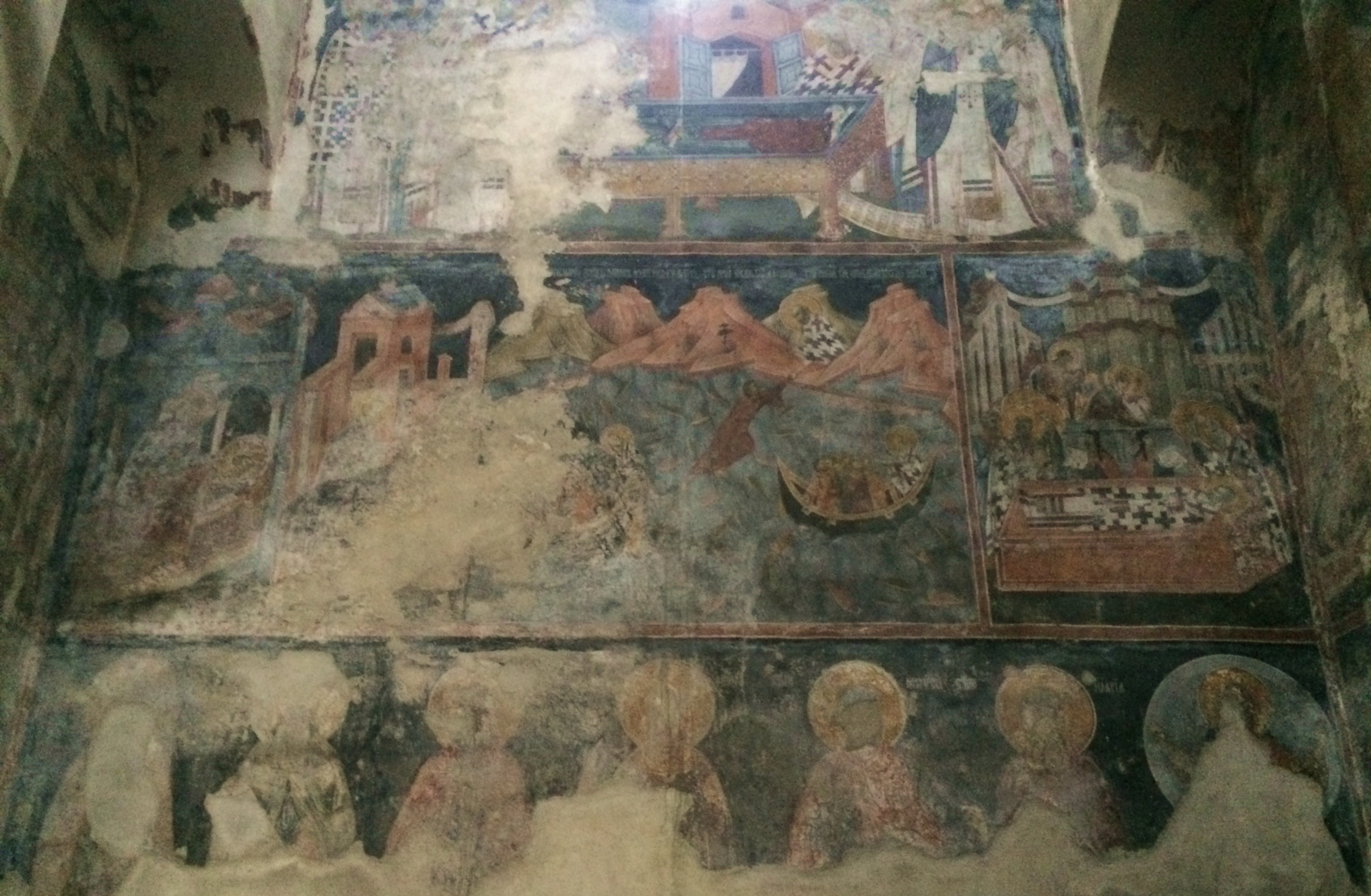
Autre fresque du XIVe siècle.

## Tombes
Le monastère abrite les tombes de nobles familles remontant au règne des empereurs Dušan et Uroš.